# ۱۱۱ اولین خیابان (فیلم)
«۱۱۱ اولین خیابان» (انگلیسی: 111 First Street (film)) فیلمی در ژانر مستند است که در سال ۲۰۱۲ منتشر شد.